# Luperus maculicornis
Luperus maculicornis es una especie de insecto coleóptero de la familia Chrysomelidae.
Fue descrita científicamente en 1872 por Desbrochers.